# Albert II của Bỉ
Albert II của Bỉ (Albert Félix Humbert Théodore Christian Eugène Marie, sinh ngày 6 tháng 6 năm 1934) là cựu quốc vương của Vương quốc Bỉ. Ông là một thành viên của Hoàng gia Bỉ, trước đây gọi là nhà Sachsen-Coburg và Gotha. Ông là chú của Đại công tước của Luxembourg, Henri.

## Tên gọi
Tên đầy đủ của Albert là Albert Félix Humbert Théodore Christian Eugène Marie trong tiếng Pháp (phát âm [albɛʁ feliks œ̃bɛʁ teodɔʁ kʁistjɑ̃ øʒɛn maʁi]), Albert Felix Humbert Theodoor Christiaan Eugène Marie trong tiếng Hà Lan (phát âm [ˈʔɑlbəɾt ˈfelɪks ˈɦʏmbəɾt teːjoˈdoːɾ kɾɪsˈti̯aːn ʔøːˈʒɛːn maˈɾiː]), và Albert Felix Humbert Theodor Christian Eugen Maria trong tiếng Đức (phát âm [ˈʔalbɛʁt ˈfeːlɪks ˈhʊmbɛʁt ˈteːodoːɐ̯ ˈkʁɪsti̯an ˈʔɔʏɡən maˈʁiːa]).

## Sinh
Vua Albert II là con trai thứ hai của Vua Leopold III và người vợ đầu tiên, Hoàng hậu Astrid. Ông lên kế thừa ngai vàng của Vương quốc Bỉ năm 1993, sau cái chết của anh trai ông là Vua Baudouin, người đã qua đời một cách đột ngột. Cha mẹ đỡ đầu của ông là Hoàng tử Felix của Luxembourg và bà nội của ông, Hoàng hậu Elisabeth. Ông là người anh em họ dòng đầu của Vua Harald V của Na Uy, Astrid, Phu nhân Ferner và Ragnhild, Phu nhân Lorentzen.

## Liên kết
- Official Belgian monarchy web site
- "Belgium defends king against 'assault'". BBC News. ngày 18 tháng 9 năm 2001.
- The Royal Belgium Orders Lưu trữ ngày 27 tháng 9 năm 2007 tại Wayback Machine